# I Wear Your Shirt
I Wear Your Shirt je americká reklamní společnost, která pro propagaci svých klientů používá trička. Klienti si mohou koupit den, během kterého bude Jason Sadler, zakladatel společnosti, nosit tričko s klientovým logem. Sadler rovněž pořizuje fotografie a videa na kterých nosí reklamní trička a publikuje je na internetu.
Sadlera pro tento nápad inspirovala The Million Dollar Homepage vytvořená v roce 2005. Svůj projekt spustil Sadler 1. ledna 2009 a pro rok 2010 plánuje zdvojnásobení cen a najmutí zaměstnance, který bude nosit stejná trička na západním pobřeží Spojených států.
Dne 1. ledna 2009 začala cena na $1 za den a každý další den se o $1 zvýšila, tudíž 31. prosince 2009 dosáhla $365. V roce 2009 začne cena za den na $2 a každý den se o $2 zvýší.